# Ankhu

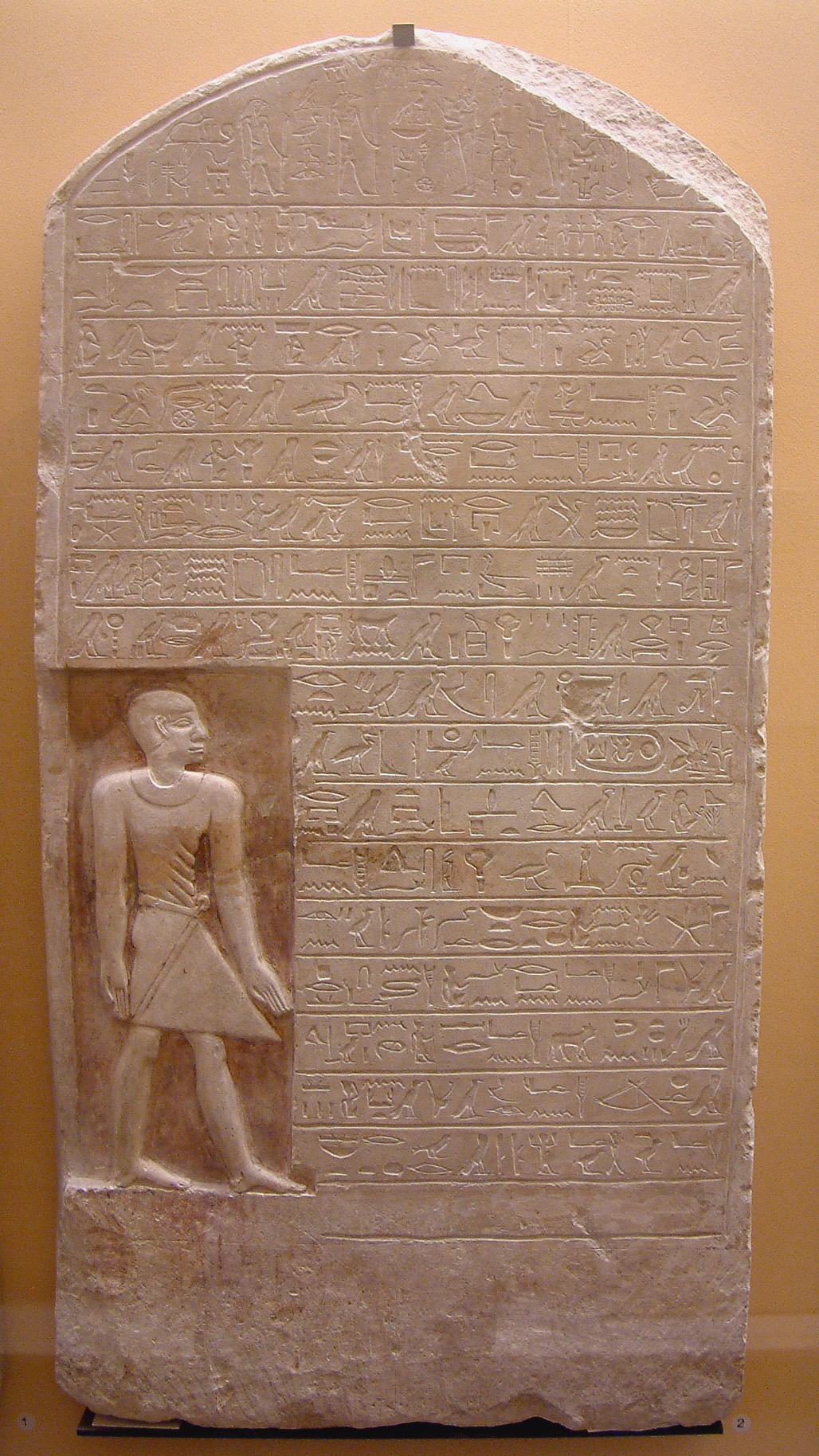
Stela wymieniająca Ankhu, Luwr

Ankhu – wezyr w czasach XIII dynastii. Jego imię wymienione jest w inskrypcjach pochodzących z kilku monumentów datowanych na okres rządów Sobekhotepa II  i jego następcy Chendżera. Wystawił również stelę w świątyni Amona w Karnaku dla siebie, swego ojca i matki. Był synem wezyra i dwóch jego synów zostało wezyrami.